# Leader in yard ricevute per stagione nella National Football League

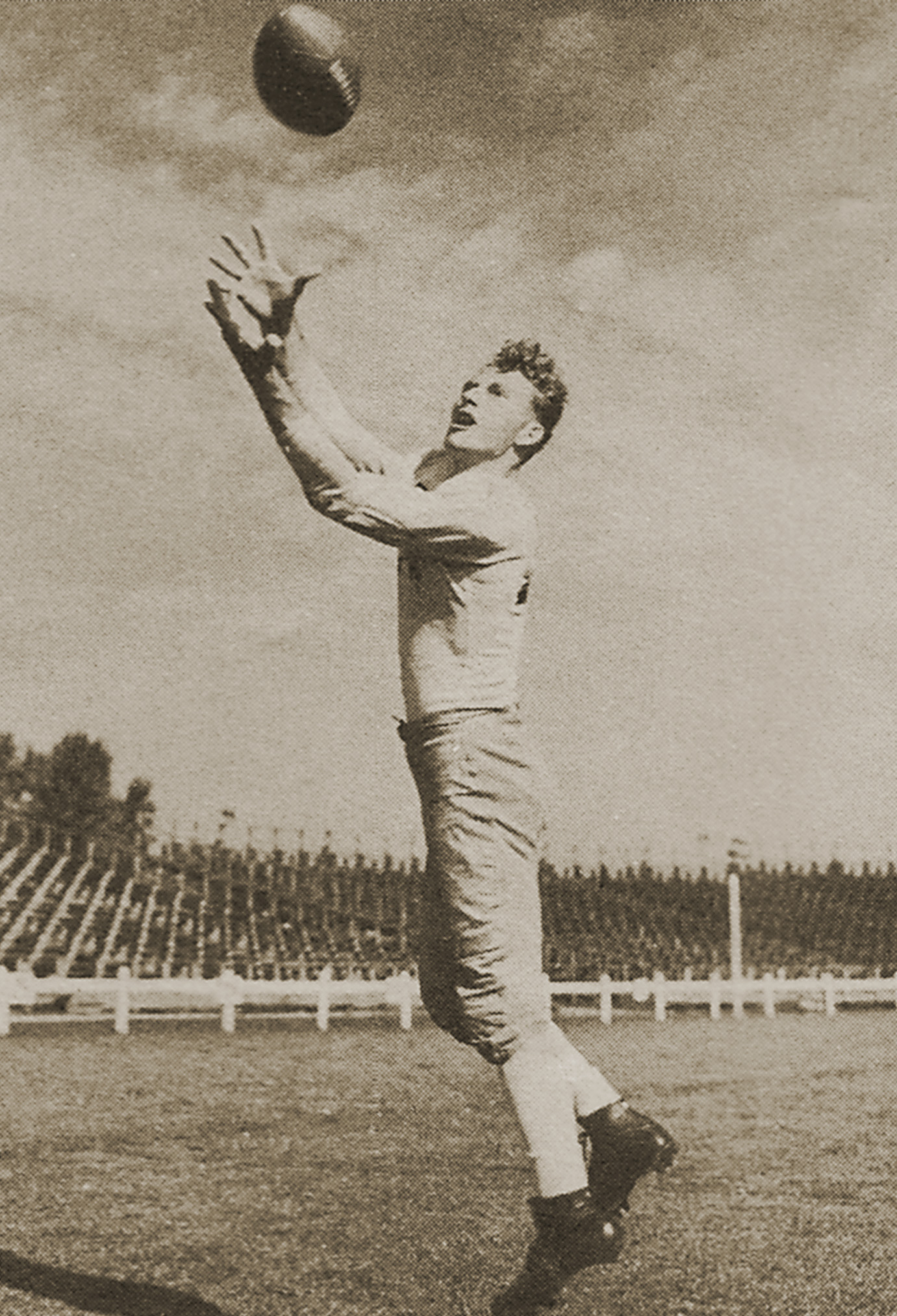
Don Hutson, membro della Pro Football Hall of Fame, ha guidato la NFL in yard ricevute un numero record di 7 volte.

La National Football League ha iniziato a tenere conto ufficialmente delle statistiche nelle yard guadagnate su ricezione a partire dalla stagione 1932. La media di yard ricevute del leader è cresciuta nel corso del tempo: dall'adozione del calendario a 14 partite nel 1961, in tutte le stagioni tranne una il vincitore ha ricevuto almeno mille yard. Nessun giocatore ha mai ricevuto duemila yard in una stagione. Il record attuale è di 1.964 yard, stabilito da Calvin Johnson nel corso della stagione 2012. Wes Chandler, che guidò la lega con 1.032 yard nella stagione accorciata per sciopero del 1982, mantenne una media di 129 yard ricevute a partita, un record NFL.
Don Hutson ha guidato la lega in yard ricevute per sette volte, più di qualsiasi altro giocatore. Jerry Rice è secondo con sei. Huston detiene anche il primato per il maggior numero di stagioni consecutive, cinque, dal 1941 al 1945, mentre Jerry Rice è secondo con tre stagioni consecutive dal 1993 al 1995. Un giocatore dei Green Bay Packers ha guidato la lega per undici volte, il massimo nella NFL; i Los Angeles/St. Louis Rams sono al secondo posto con nove stagioni. Il leader più recente è stato Antonio Brown dei Pittsburgh Steelers, che ha fatto registrare 1.698 yard nella stagione 2014.

## Leader della NFL in yard ricevute in stagione

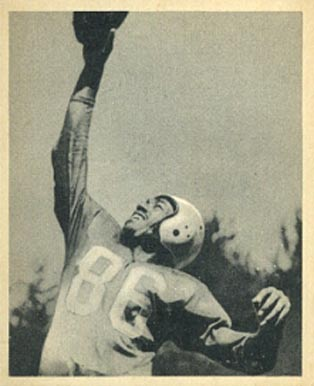
Bob Mann guidò la lega nel 1949, il terzo giocatore ad arrivare a quota 1.000 yard.

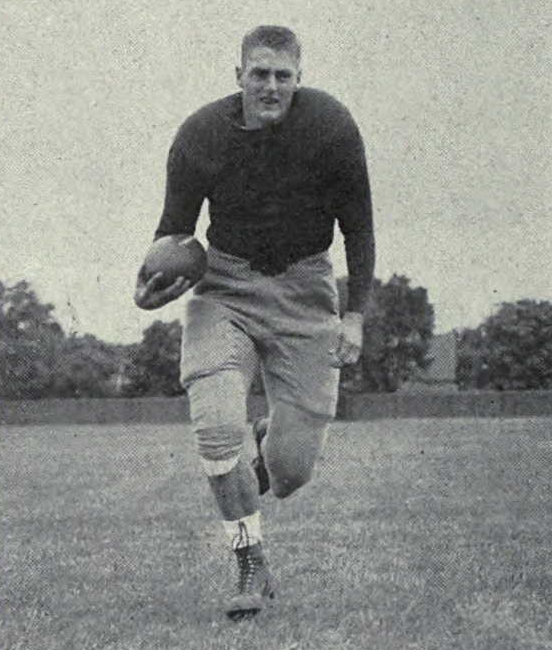
Elroy Hirsch, membro della Pro Football Hall of Fame, guidò la lega 1951, ricevendo 1.495 yard in una stagione da 12 partite.

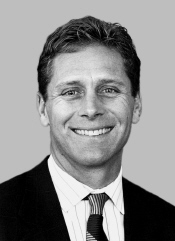
Il futuro membro del Congresso Steve Largent guidò la lega per due volte durante la sua carriera da Hall of Fame.

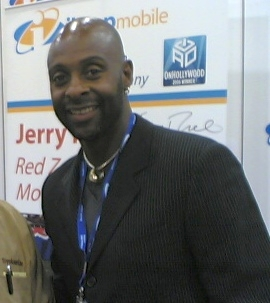
Il membro della Hall of Fame Jerry Rice, leader di tutti i tempi in yard ricevute, guidò la NFL per sei volte

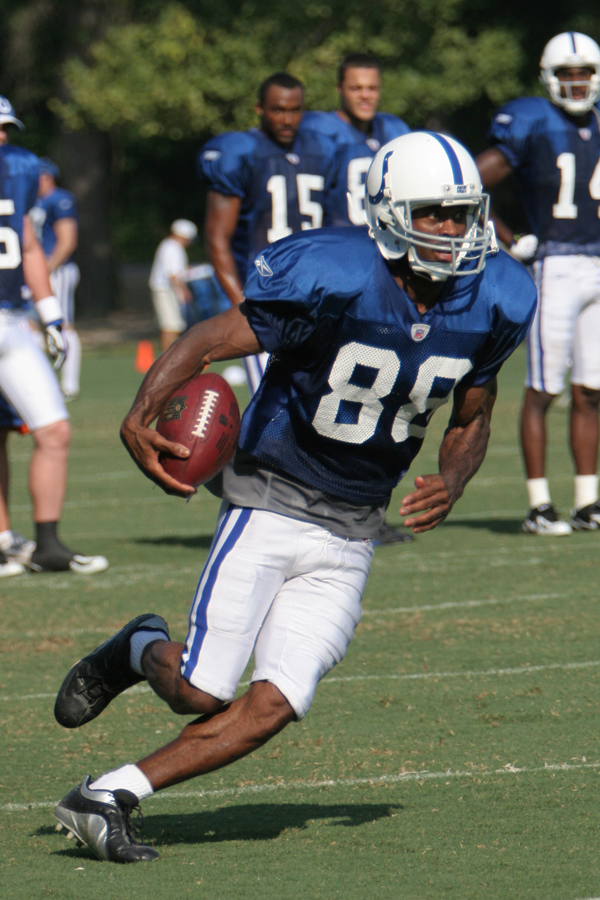
Marvin Harrison ha guidato la NFL per due volte in yard ricevute

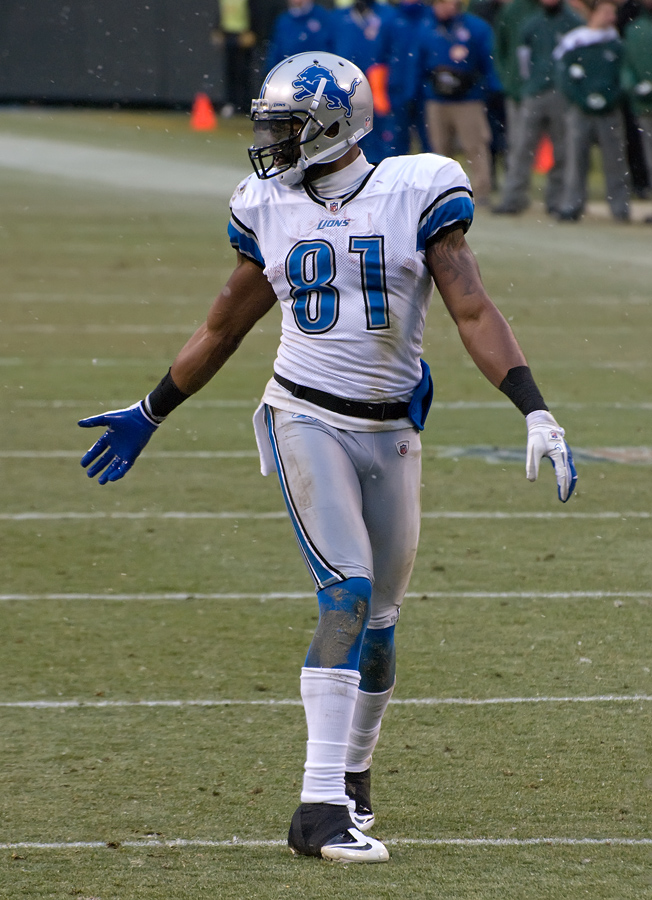
Calvin Johnson guidò la lega nel 2011 e nel 2012, anno in cui stabilì un nuovo record

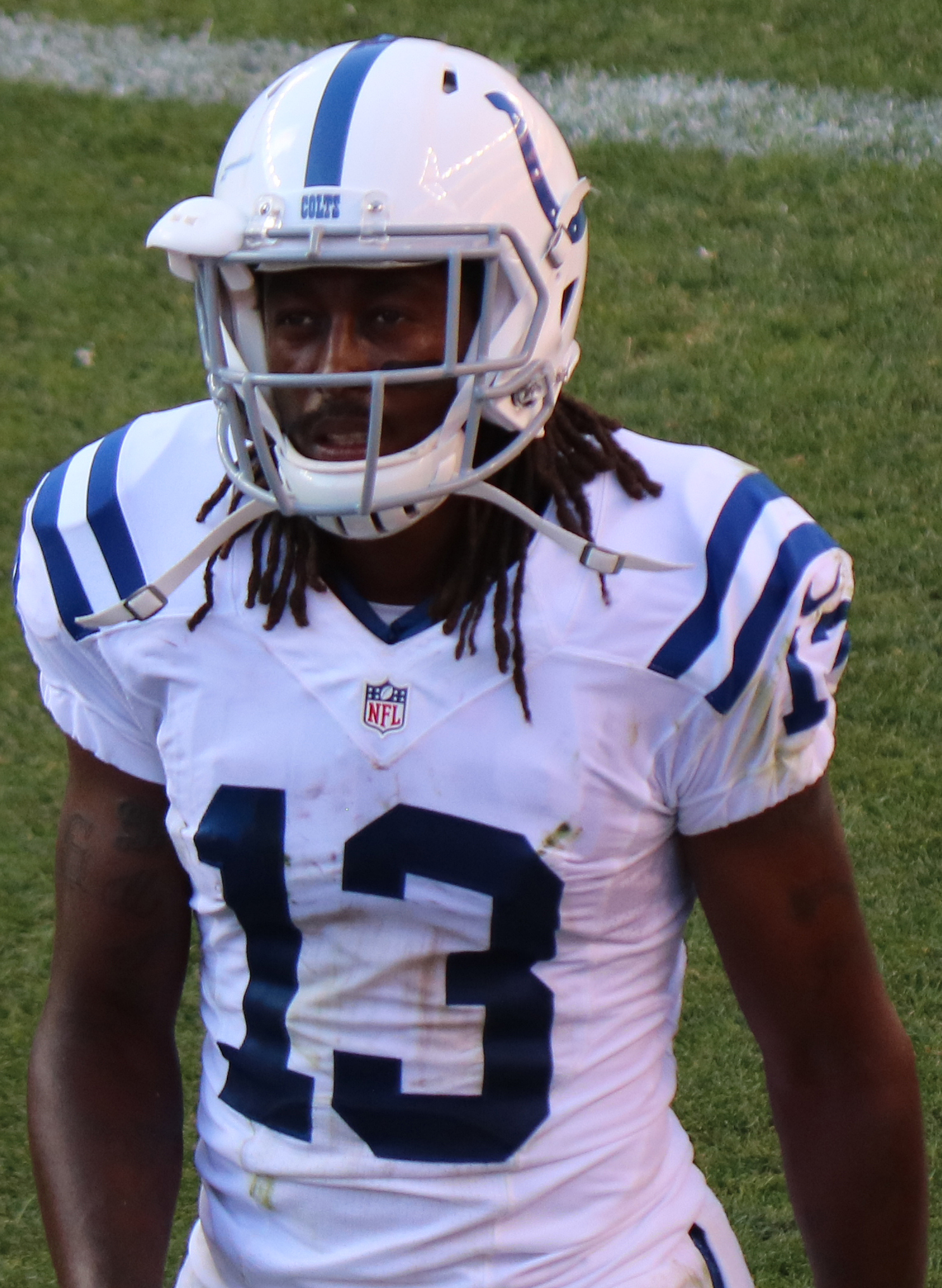
T.Y. Hilton ha guidato la NFL con 1.448 yard nel 2016

| Simbolo   | Significato                                                                         |
| --------- | ----------------------------------------------------------------------------------- |
| Vincitore | Giocatore ad avere ricevuto il maggior numero di yard durante la stagione NFL       |
| Gare      | Numero di gare disputate dal giocatore in stagione                                  |
| Yard      | Totale delle yard ricevute                                                          |
| ^         | Membro della Pro Football Hall of Fame                                              |
| *         | Giocatore ancora in attività                                                        |
| ‡         | Giocatore premiato come miglior giocatore offensivo dell'anno della NFL in stagione |

| Anno | Vincitore         | Squadra             | Yard  | Gare | Note   |
| ---- | ----------------- | ------------------- | ----- | ---- | ------ |
| 1932 | Ray Flaherty^     | New York Giants     | 350   | 12   | [ 7 ]  |
| 1933 | Paul Moss         | Pittsburgh Pirates  | 283   | 10   | [ 8 ]  |
| 1934 | Harry Ebding      | Detroit Lions       | 264   | 12   | [ 9 ]  |
| 1935 | Charley Malone    | Boston Redskins     | 433   | 11   | [ 10 ] |
| 1936 | Don Hutson^       | Green Bay Packers   | 536   | 12   | [ 11 ] |
| 1937 | Gaynell Tinsley   | Chicago Cardinals   | 675   | 11   | [ 11 ] |
| 1938 | Don Hutson^       | Green Bay Packers   | 548   | 10   | [ 11 ] |
| 1939 | Don Hutson^       | Green Bay Packers   | 846   | 11   | [ 11 ] |
| 1940 | Don Looney        | Philadelphia Eagles | 707   | 11   | [ 12 ] |
| 1941 | Don Hutson^       | Green Bay Packers   | 738   | 11   | [ 11 ] |
| 1942 | Don Hutson^       | Green Bay Packers   | 1.211 | 11   | [ 11 ] |
| 1943 | Don Hutson^       | Green Bay Packers   | 776   | 10   | [ 11 ] |
| 1944 | Don Hutson^       | Green Bay Packers   | 866   | 10   | [ 11 ] |
| 1945 | Jim Benton        | Cleveland Rams      | 1.067 | 9    | [ 13 ] |
| 1946 | Jim Benton        | Los Angeles Rams    | 981   | 11   | [ 13 ] |
| 1947 | Mal Kutner        | Chicago Cardinals   | 944   | 12   | [ 14 ] |
| 1948 | Mal Kutner        | Chicago Cardinals   | 943   | 12   | [ 14 ] |
| 1949 | Bob Mann          | Detroit Lions       | 1.014 | 12   | [ 15 ] |
| 1950 | Tom Fears^        | Los Angeles Rams    | 1.116 | 12   | [ 16 ] |
| 1951 | Elroy Hirsch^     | Los Angeles Rams    | 1.495 | 12   | [ 17 ] |
| 1952 | Billy Howton      | Green Bay Packers   | 1.231 | 12   | [ 18 ] |
| 1953 | Pete Pihos^       | Philadelphia Eagles | 1.049 | 12   | [ 19 ] |
| 1954 | Bob Boyd          | Los Angeles Rams    | 1.212 | 12   | [ 17 ] |
| 1955 | Pete Pihos^       | Philadelphia Eagles | 864   | 12   | [ 19 ] |
| 1956 | Billy Howton      | Green Bay Packers   | 1.188 | 12   | [ 18 ] |
| 1957 | Raymond Berry^    | Baltimore Colts     | 800   | 12   | [ 20 ] |
| 1958 | Del Shofner       | Los Angeles Rams    | 1.097 | 12   | [ 21 ] |
| 1959 | Raymond Berry^    | Baltimore Colts     | 959   | 12   | [ 20 ] |
| 1960 | Raymond Berry^    | Baltimore Colts     | 1.298 | 12   | [ 20 ] |
| 1961 | Tommy McDonald^   | Philadelphia Eagles | 1.144 | 14   | [ 22 ] |
| 1962 | Bobby Mitchell^   | Washington Redskins | 1.384 | 14   | [ 23 ] |
| 1963 | Bobby Mitchell^   | Washington Redskins | 1.436 | 14   | [ 23 ] |
| 1964 | Johnny Morris     | Chicago Bears       | 1.200 | 14   | [ 24 ] |
| 1965 | Dave Parks        | San Francisco 49ers | 1.344 | 14   | [ 25 ] |
| 1966 | Pat Studstill     | Detroit Lions       | 1.266 | 14   | [ 26 ] |
| 1967 | Ben Hawkins       | Philadelphia Eagles | 1.265 | 14   | [ 27 ] |
| 1968 | Roy Jefferson     | Pittsburgh Steelers | 1.074 | 14   | [ 28 ] |
| 1969 | Harold Jackson    | Philadelphia Eagles | 1.116 | 14   | [ 29 ] |
| 1970 | Gene Washington   | San Francisco 49ers | 1.100 | 13   | [ 30 ] |
| 1971 | Otis Taylor       | Kansas City Chiefs  | 1.110 | 14   | [ 31 ] |
| 1972 | Harold Jackson    | Philadelphia Eagles | 1.048 | 14   | [ 29 ] |
| 1973 | Harold Carmichael | Philadelphia Eagles | 1.116 | 14   | [ 32 ] |
| 1974 | Cliff Branch      | Oakland Raiders     | 1.092 | 14   | [ 33 ] |
| 1975 | Ken Burrough      | Houston Oilers      | 1.063 | 14   | [ 34 ] |
| 1976 | Roger Carr        | Baltimore Colts     | 1.112 | 14   | [ 35 ] |
| 1977 | Drew Pearson      | Dallas Cowboys      | 870   | 14   | [ 36 ] |
| 1978 | Wesley Walker     | New York Jets       | 1.169 | 16   | [ 37 ] |
| 1979 | Steve Largent^    | Seattle Seahawks    | 1.237 | 15   | [ 38 ] |
| 1980 | John Jefferson    | San Diego Chargers  | 1.340 | 16   | [ 39 ] |
| 1981 | Alfred Jenkins    | Atlanta Falcons     | 1.358 | 16   | [ 40 ] |
| 1982 | Wes Chandler      | San Diego Chargers  | 1.032 | 8    | [ 41 ] |
| 1983 | Mike Quick        | Philadelphia Eagles | 1.409 | 16   | [ 42 ] |
| 1984 | Roy Green         | St. Louis Cardinals | 1.555 | 16   | [ 43 ] |
| 1985 | Steve Largent^    | Seattle Seahawks    | 1.287 | 16   | [ 38 ] |
| 1986 | Jerry Rice^       | San Francisco 49ers | 1.570 | 15   | [ 44 ] |
| 1987 | J.T. Smith        | St. Louis Cardinals | 1.117 | 15   | [ 45 ] |
| 1988 | Henry Ellard      | Los Angeles Rams    | 1.414 | 16   | [ 46 ] |
| 1989 | Jerry Rice^       | San Francisco 49ers | 1.483 | 16   | [ 44 ] |
| 1990 | Jerry Rice^       | San Francisco 49ers | 1.502 | 16   | [ 44 ] |
| 1991 | Michael Irvin^    | Dallas Cowboys      | 1.523 | 16   | [ 47 ] |
| 1992 | Sterling Sharpe   | Green Bay Packers   | 1.461 | 16   | [ 48 ] |
| 1993 | Jerry Rice^‡      | San Francisco 49ers | 1.503 | 16   | [ 44 ] |
| 1994 | Jerry Rice^       | San Francisco 49ers | 1.499 | 16   | [ 44 ] |
| 1995 | Jerry Rice^       | San Francisco 49ers | 1.848 | 16   | [ 44 ] |
| 1996 | Isaac Bruce       | St. Louis Rams      | 1.338 | 16   | [ 49 ] |
| 1997 | Rob Moore         | Arizona Cardinals   | 1.584 | 16   | [ 50 ] |
| 1998 | Antonio Freeman   | Green Bay Packers   | 1.424 | 15   | [ 51 ] |
| 1999 | Marvin Harrison   | Indianapolis Colts  | 1.663 | 16   | [ 52 ] |
| 2000 | Torry Holt        | St. Louis Rams      | 1.635 | 16   | [ 53 ] |
| 2001 | David Boston      | Arizona Cardinals   | 1.598 | 16   | [ 54 ] |
| 2002 | Marvin Harrison   | Indianapolis Colts  | 1.722 | 16   | [ 52 ] |
| 2003 | Torry Holt        | St. Louis Rams      | 1.696 | 16   | [ 53 ] |
| 2004 | Muhsin Muhammad   | Carolina Panthers   | 1.405 | 16   | [ 55 ] |
| 2005 | Steve Smith*      | Carolina Panthers   | 1.563 | 16   | [ 56 ] |
| 2006 | Chad Johnson      | Cincinnati Bengals  | 1.369 | 16   | [ 57 ] |
| 2007 | Reggie Wayne*     | Indianapolis Colts  | 1.510 | 16   | [ 58 ] |
| 2008 | Andre Johnson*    | Houston Texans      | 1.575 | 16   | [ 59 ] |
| 2009 | Andre Johnson*    | Houston Texans      | 1.569 | 16   | [ 59 ] |
| 2010 | Brandon Lloyd     | Denver Broncos      | 1.448 | 16   | [ 60 ] |
| 2011 | Calvin Johnson    | Detroit Lions       | 1.681 | 16   | [ 61 ] |
| 2012 | Calvin Johnson    | Detroit Lions       | 1.964 | 16   | [ 61 ] |
| 2013 | Josh Gordon*      | Cleveland Browns    | 1.646 | 14   | [ 62 ] |
| 2014 | Antonio Brown*    | Pittsburgh Steelers | 1.698 | 16   | [ 63 ] |
| 2015 | Julio Jones*      | Atlanta Falcons     | 1.871 | 16   | [ 64 ] |
| 2016 | T.Y. Hilton*      | Indianapolis Colts  | 1.448 | 16   |        |
| 2017 | Antonio Brown*    | Pittsburgh Steelers | 1.533 | 14   |        |
| 2018 | Julio Jones*      | Atlanta Falcons     | 1.677 | 16   | [ 64 ] |
| 2019 | Michael Thomas*‡  | New Orleans Saints  | 1.725 | 16   | [ 65 ] |
| 2020 | Stefon Diggs      | Buffalo Bills       | 1.535 | 16   | [ 66 ] |
| 2021 | Cooper Kupp       | Los Angeles Rams    | 1.947 | 17   | [ 68 ] |
| 2022 | Justin Jefferson  | Minnesota Vikings   | 1.809 | 17   | [ 69 ] |
| 2023 | Tyreek Hill       | Miami Dolphins      | 1.799 | 16   | [ 70 ] |
| 2024 | Ja'Marr Chase     | Cincinnati Bengals  | 1.708 | 17   |        |

## Leader di altre leghe
| Anno | Lega                            | Vincitore         | Squadra            | Yard  | Gare | Note   |
| ---- | ------------------------------- | ----------------- | ------------------ | ----- | ---- | ------ |
| 1946 | All-America Football Conference | Dante Lavelli^    | Cleveland Browns   | 843   | 14   | [ 71 ] |
| 1947 | All-America Football Conference | Mac Speedie       | Cleveland Browns   | 1,146 | 14   | [ 72 ] |
| 1948 | All-America Football Conference | Billy Hillenbrand | Baltimore Colts    | 970   | 14   | [ 73 ] |
| 1949 | All-America Football Conference | Mac Speedie       | Cleveland Browns   | 1,028 | 12   | [ 72 ] |
| 1960 | American Football League        | Bill Groman       | Houston Oilers     | 1,473 | 14   | [ 74 ] |
| 1961 | American Football League        | Charlie Hennigan  | Houston Oilers     | 1,746 | 14   | [ 75 ] |
| 1962 | American Football League        | Art Powell        | New York Titans    | 1,130 | 14   | [ 76 ] |
| 1963 | American Football League        | Art Powell        | Oakland Raiders    | 1,304 | 14   | [ 76 ] |
| 1964 | American Football League        | Charlie Hennigan  | Houston Oilers     | 1,546 | 14   | [ 75 ] |
| 1965 | American Football League        | Lance Alworth^    | San Diego Chargers | 1,602 | 14   | [ 77 ] |
| 1966 | American Football League        | Lance Alworth^    | San Diego Chargers | 1,383 | 13   | [ 77 ] |
| 1967 | American Football League        | Don Maynard^      | New York Jets      | 1,434 | 14   | [ 78 ] |
| 1968 | American Football League        | Lance Alworth^    | San Diego Chargers | 1,312 | 14   | [ 77 ] |
| 1969 | American Football League        | Warren Wells      | Oakland Raiders    | 1,260 | 14   | [ 79 ] |